# 前田硝子
前田硝子株式会社は、東京都品川区東大井に本社を置く工業用ガラスの専門商社。日本電気硝子の東日本地区総代理店でもある。 

## 沿革
- 1924年（大正13年） - 「前田硝子製作所」を創業。
- 1943年（昭和18年） - 国策による企業合同のため同業8工場を併合し、「東京真空管硝子株式会社」を設立。
- 1950年（昭和25年） - 「東京真空管硝子株式会社」を解散、「株式会社前田硝子製作所」を設立。
- 1951年（昭和26年） - 日本電気硝子株式会社の東日本総代理店として同社の製品(電球用管硝子・バルブ)の販売を兼営。
- 1958年（昭和33年） - 社名を「前田硝子株式会社」に変更。
- 1981年（昭和56年） - 強化プラスチック用硝子繊維の販売を開始。
- 2004年（平成16年） - ISO9001認証取得
- 2014年（平成26年） - CI更新
- 2016年（平成28年） - タイ現地法人「Maeda Enterprises Thailand Co., Ltd.」設立

## 参考
- 工業用ガラス専門商社 前田硝子株式会社